# Brood XIV
Brood XIV oder Brood 14 ist eine Population der „Periodischen Zikaden“ (Magicicada) im Nordosten der USA. Jedes 17. Jahr bohren sich Zikaden der Brood XIV en masse an die Erdoberfläche, legen Eier und sterben im Verlauf weniger Wochen.
Anfang des 20. Jahrhunderts hatte der Entomologe Charles Lester Marlatt 30 verschiedene Populationen ausgemacht, von denen im Laufe der Jahre ca. 15 auch bestätigt werden konnten. Brood XIV gehört zu den 12 Populationen mit einem Lebenszyklus von 17 Jahren.
Das letzte Auftreten ereignete sich im Frühling und Sommer 2008.  Die nächsten Auftreten sind 2025 und 2042 zu erwarten. Bisher wurden in dieser Population nur Zikaden der Art Magicicada septendecim nachgewiesen. Verfrühte Auftreten ereigneten sich 2003 und 2006. Die Population erstreckt sich über das südliche Ohio, Kentucky, Tennessee, Massachusetts, Maryland, North Carolina, Pennsylvania, das nördliche Georgia, das westliche Virginia und West Virginia, sowie Teile von New York und New Jersey.
Die 4 cm langen (1,5 in) schwarzen Insekten können weder stechen noch beißen. Sobald sie die Erdoberfläche erreichen, häuten sie sich und hinterlassen die leeren Larvenhäute am Boden. Sie klettern auf Bäume und Büsche, paaren sich und sterben nach ca. zwei Wochen. Es können bis zu einer Million Exemplare pro Hektar (2,5 acres) auftreten.

## 2008
2008 wurde in Massachusetts lokal begrenzt (Mashpee, Falmouth) und in North Carolina von Schäden an Bäumen berichtet.